# James Ball
Pour les articles homonymes, voir Ball.
James A. « Jimmy » Ball (né le 7 mai 1903 à Dauphin et décédé le 2 juillet 1988 à Victoria) est un athlète canadien spécialiste du 400 mètres. Il mesurait 1,80 m pour 69 kg.

## Biographie

### Palmarès
| Date | Compétition                  | Lieu        | Résultat | Épreuve    | Performance  |
| ---- | ---------------------------- | ----------- | -------- | ---------- | ------------ |
| 1928 | Jeux olympiques d'été        | Amsterdam   | 2e       | 400 mètres | 48 s 0       |
| 1928 | Jeux olympiques d'été        | Amsterdam   | 3e       | 4 × 400 m  | 3 min 15 s 4 |
| 1930 | Jeux de l'Empire britannique | Hamilton    | 5e       | 220 yards  |              |
| 1930 | Jeux de l'Empire britannique | Hamilton    | 5e       | 440 yards  |              |
| 1930 | Jeux de l'Empire britannique | Hamilton    | 2e       | 4 × 440 y  | 3 min 19 s 8 |
| 1932 | Jeux olympiques d'été        | Los Angeles | 3e       | 4 × 400 m  | 3 min 12 s 8 |

### Records
| Épreuve    | Performance | Lieu | Date |
| ---------- | ----------- | ---- | ---- |
| 400 mètres | 47 s 9e     |      | 1929 |